# HD 330036
HD 330036 (HIP 77662 / CD-48 10371 / ESO 225-1) és un estel en la constel·lació dEscaire de magnitud aparent +10,6. La seva distància respecte al sistema solar no és ben coneguda, estant compresa entre 1950 i 7500 anys llum, i és més probable l'últim valor.
HD 330036 és un estel simbiòtic, una classe d'estels molt escassa de la es coneixen menys de 200 representants. Els estels simbiòtics són binàries interactuants les components de les quals —una geganta freda i un estel calent, generalment una nana blanca— es troben envoltades per una nebulositat. Dins d'aquest grup, HD 330036 pertany al denominat tipus D', on l'estel fred té tipus espectral F o G. Si bé l'estat evolutiu de la component freda d'HD 330036 és controvertit, els seus paràmetres són ben coneguts; 650 vegades més lluminosa que el Sol, la seva temperatura efectiva és de 6200 ± 150 K. Això implica un radi 22 vegades més gran que el radi solar, una massa equivalent a 4,46 masses solars i un període de rotació de 10,4 dies. La temperatura de l'estel calent pot ser de 60.000 K.
S'han identificat tres embolcalls en l'infraroig, de 850 K, 320 K i 200 K de temperatura, amb radis de 2,8×1013 cm, 4×10¹⁴ cm, i 1015 cm, respectivament —adoptant una distància a la Terra de 7500 anys llum. Curiosament, tots aquests embolcalls semblen ser circumbinaris. L'anàlisi de l'espectre revela que en HD330036 coexisteixen tant hidrocarburs aromàtics policíclics (PAH) com silicats cristal·lins. Els primers es troben associats a l'embolcall intern de 850 K, mentre que els segons es concentren en les altres dos embolcalls. Existeix una forta evidència que els silicats cristal·lins estan disposats en una estructura amb forma de disc.